# Auslan
Auslan /ˈɒz læn/ là ngôn ngữ ký hiệu cộng đồng của người khiếm thính Úc. Auslan là từ viết tắt của "ngôn ngữ ký hiệu của Úc", đặt ra bởi Trevor Johnston vào đầu năm 1980, mặc dù ngôn ngữ chính đã cũ nhiều, Auslan có liên quan đến ngôn ngữ ký hiệu của Anh (BSL) và New Zealand Ngôn ngữ ký hiệu (NZSL); ba ngôn ngữ có nguồn gốc từ ngôn ngữ gốc giống nhau, và cùng nhau bao gồm các ngôn ngữ gia đình BANZSL. Auslan cũng bị ảnh hưởng bởi Ngôn ngữ Irish: ký hiệu (ISL) và các dấu hiệu gần đây đã "vay mượn" từ ngôn ngữ Mỹ: ký hiệu (ASL).

## Các trang liên quan
- www.auslan.org.au - An online dictionary of Auslan video clips
- ASLIA - Australian Sign Language Interpreters Association
- Auslan online dictionaries Lưu trữ ngày 18 tháng 9 năm 2008 tại Wayback Machine (tiếng Anh) / (tiếng Pháp)